# Sunny Isles Beach
Sunny Isles Beach ist eine Stadt im Miami-Dade County im US-Bundesstaat Florida. Das U.S. Census Bureau hat bei der Volkszählung 2020 eine Einwohnerzahl von 22.342 ermittelt.

## Geographie
Die Stadt befindet sich 12 km nordöstlich von Miami und liegt zwischen dem Atlantic Intracoastal Waterway und dem Atlantischen Ozean. Sie grenzt an die Kommunen North Miami, North Miami Beach, Aventura und Golden Beach.

## Demographische Daten
Laut der Volkszählung 2010 verteilten sich die damaligen 20.832 Einwohner auf 18.984 Haushalte. Die Bevölkerungsdichte lag bei 5.786,7 Einw./km². 90,6 % der Bevölkerung bezeichneten sich als Weiße, 3,2 % als Afroamerikaner, 0,2 % als Indianer und 1,4 % als Asian Americans. 2,4 % gaben die Angehörigkeit zu einer anderen Ethnie und 2,2 % zu mehreren Ethnien an. 44,4 % der Bevölkerung bestand aus Hispanics oder Latinos.
Im Jahr 2010 lebten in 20,5 % aller Haushalte Kinder unter 18 Jahren sowie 32,9 % aller Haushalte Personen mit mindestens 65 Jahren. 54,0 % der Haushalte waren Familienhaushalte (bestehend aus verheirateten Paaren mit oder ohne Nachkommen bzw. einem Elternteil mit Nachkomme). Die durchschnittliche Größe eines Haushalts lag bei 2,04 Personen und die durchschnittliche Familiengröße bei 2,68 Personen.
16,6 % der Bevölkerung waren jünger als 20 Jahre, 28,1 % waren 20 bis 39 Jahre alt, 27,4 % waren 40 bis 59 Jahre alt und 28,1 % waren mindestens 60 Jahre alt. Das mittlere Alter betrug 44 Jahre. 47,6 % der Bevölkerung waren männlich und 52,4 % weiblich.
Das durchschnittliche Jahreseinkommen lag bei 43.500 $, dabei lebten 15,1 % der Bevölkerung unter der Armutsgrenze.
Im Jahr 2000 war Englisch die Muttersprache von 40,70 % der Bevölkerung, spanisch sprachen 36,86 % und 22,44 % hatten eine andere Muttersprache.

## Wirtschaft
Die größten Arbeitgeber waren 2018:
| Arbeitgeber                    | Arbeitnehmer |
| ------------------------------ | ------------ |
| Trump International Resort     | 350          |
| Acqualina Resort & Spa         | 338          |
| City of Sunny Isles Beach      | 300          |
| Newport Beachside Resort       | 225          |
| Marenas Resort                 | 150          |
| Marco Polo                     | 140          |
| Double Tree Ocean Point Resort | 105          |
| Elite Guard & Patrol Services  | 100          |
| Milam's Markets                | 95           |
| Marshalls                      | 85           |

## Verkehr
Durch die Stadt führen die Florida State Roads A1A, 826 und 856.
Die nächsten Flughäfen sind der 16 Kilometer entfernte Fort Lauderdale-Hollywood International Airport, der nationale, 18 Kilometer entfernte Opa-locka Executive Airport sowie der 33 Kilometer entfernt gelegene Miami International Airport.

## Kriminalität
Die Kriminalitätsrate lag im Jahr 2010 mit 208 Punkten (US-Durchschnitt: 266 Punkte) im durchschnittlichen Bereich. Es gab sieben Vergewaltigungen, sechs Raubüberfälle, 20 Körperverletzungen, 79 Einbrüche, 359 Diebstähle und 26 Autodiebstähle.